# Europeiska frihandelssammanslutningen
Europeiska frihandelssammanslutningen (engelska: European Free Trade Association, EFTA, franska: Association européenne de libre-échange, AELE), ofta kallad Efta, är en europeisk frihandelsorganisation grundad 1960. Medlemsstaterna har fri rörlighet sinsemellan för varor, tjänster, personer och kapital (”de fyra friheterna”) i enlighet med Vaduzkonventionen.

## Historik

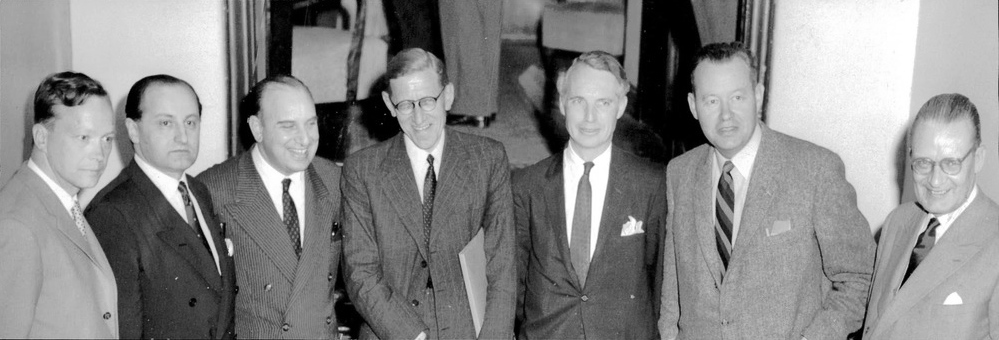
”De yttre sjus” (Danmark, Sverige, Portugal, Storbritannien, Norge, Schweiz och Österrike) representanter samlade i Saltsjöbaden för förhandlingar om organisationens bildande, sommaren 1959.

Europeiska frihandelssammanslutningen bildades 1960 av Danmark, Norge, Portugal, Schweiz, Storbritannien, Sverige och Österrike, efter att de sju länderna året innan skrivit under Efta-konventionen i Stockholm. Syftet med Efta-samarbetet var att skapa fri handel för industriprodukter mellan länderna. Efta kallades under 60-talet ofta för ”de yttre sju”, de västeuropeiska länder som inte tillhörde ”de inre sex”, det sistnämnda då syftande på medlemsländerna av EEG, sedermera känt som EG och slutligen EU.
Avtalet som låg till grund för skapandet av organisationen kallades Stockholmsavtalet och undertecknades den 4 januari 1960. Avtalet kom till med anledning av att Italien, Frankrike, Västtyskland och Beneluxländerna skapande ett frihandelsavtal inom Europeiska ekonomiska gemenskapen. Ett reviderad avtal, Vaduzkonventionen, undertecknades 21 juni 2001 och trädde i kraft 1 juni 2002.
När Sveriges utrikesminister Östen Undén och övriga sex representanter signerade ratifikationsprotokollet på Utrikesdepartementet den 3 maj 1960, skedde det med bläck och penna från det skrivställ som Frankrikes drottning Marie-Antoinette en gång skänkte Sveriges kung Gustav III.
Mellan 1972 och 1973 slöts ett frihandelsavtal mellan Europeiska frihandelssammanslutningen (Efta) och Europeiska ekonomiska gemenskapen (EEG). Av rädsla för, eller snarare beroende på, Sovjetunionens utveckling, dröjde det nästan 30 år innan Finland 1986 blev fullvärdig medlem. Storbritannien och Danmark lämnade organisationen för EG 1973, Portugal gjorde detsamma 1986. Sverige, Österrike och Finland gjorde under 1994 klart att de också skulle ta farväl av Efta och istället ge sig in i EU.
Avtalet om Europeiska ekonomiska samarbetsområdet (EES) undertecknades av regeringarna i de dåvarande EG-länderna samt i Efta-länderna Sverige, Österrike, Finland, Island, Liechtenstein, Norge och Schweiz den 2 maj 1992. Schweiz avvisade medlemskap i en folkomröstning 6 december 1992. EES-avtalet är ett långtgående associeringsavtal som tillåter Efta-länderna att delta i den inre marknaden och de fyra friheterna utan att vara medlemmar i EU. Avtalet trädde i kraft den 1 januari 1994. EES-länderna måste anta i princip all EU-lagstiftning relaterad till den inre marknaden, med undantag av lagar om jordbruk och fiske.
Efta anses ha mindre betydelse numera, eftersom alla nuvarande medlemsländer har långtgående frihandelsavtal med EU, antingen EES eller Schweiz EES-liknande avtal, och eftersom de kvarvarande länderna är mindre och ligger relativt långt från varandra.
Europeiska frihandelssammanslutningens säte finns i Genève i Schweiz.

## Avtal med Storbritannien
Den 8 juli 2021 signerade Storbritannien ett handelsavtal med Norge, Island och Lichtenstein. Schweiz hade sedan tidigare ett frihandelsavtal med Storbritannien.

## Medlemsstater
Nuvarande medlemsstater i Europeiska frihandelssammanslutningen är Island, Liechtenstein, Norge och Schweiz. Av dessa är endast Norge och Schweiz ursprungliga medlemmar. Norge ansökte om att få lämna Efta för EG/EU 1972 och 1994, men vid de folkomröstningar som hölls blev det nej. Därefter har Island (år 2009) ansökt om EU-medlemskap. År 2013 drog den isländska regeringen tillbaka ansökan om ett medlemskap i EU. Övriga som någon gång varit med i Efta har från 1970-talet och framåt gått med i vad som nu är Europeiska unionen.
Brexit har åter aktualiserat Eftas roll, eftersom brittiska parlamentariker och debattörer under 2016-2019 argumenterat för att Storbritannien ska återinträda i organisationen efter att landet lämnat EU.
Även Färöarna har uttryckt vilja att gå med i Efta, något som hittills hindrats av att endast självständiga stater kan bli medlemmar i organisationen. 

### Nuvarande medlemsstater[3]
- Island (sedan 1970)
- Liechtenstein (sedan 1991)
- Norge (sedan 1960)
- Schweiz (sedan 1960)

### Tidigare medlemmar
- Danmark (1960–1973)
- Finland (1986–1995, associerad 1961–1986)
- Portugal (1960–1985)
- Storbritannien (1960–1973)
- Sverige (1960–1995)
- Österrike (1960–1995)